# Liste der Kulturgüter in Burgdorf (Altstadt)
Die Liste der Kulturgüter in Burgdorf (Altstadt) enthält alle Objekte in der Altstadt der Gemeinde Burgdorf im Kanton Bern, die gemäss der Haager Konvention zum Schutz von Kulturgut bei bewaffneten Konflikten, dem Bundesgesetz vom 20. Juni 2014 über den Schutz der Kulturgüter bei bewaffneten Konflikten sowie der Verordnung vom 29. Oktober 2014 über den Schutz der Kulturgüter bei bewaffneten Konflikten unter Schutz stehen.
Erfasst sind Objekte in der Altstadt, mit Schloss, Altem Markt und Oberstadt. Objekte der Kategorien A und B sind vollständig in der Liste enthalten, Objekte der Kategorie C fehlen zurzeit (Stand: 31. Januar 2024). Unter übrige Baudenkmäler sind geschützte Objekte zu finden, die im Bauinventar des Kantons Bern als «schützenswert» verzeichnet sind.

## Kulturgüter
| Foto |                                                                                                  | Objekt                                                              | Kat. | Typ | Standort                                         | Beschreibung |
| ---- | ------------------------------------------------------------------------------------------------ | ------------------------------------------------------------------- | ---- | --- | ------------------------------------------------ | --- |
| ja   | Datei hochladen · Wikidata zu Reformierte Stadtkirche (Q2327380)                                 | Reformierte Stadtkirche KGS-Nr.: 00826                              | A    | G   | Kirchbühl 24 614150 / 211728                     | In den Jahren 1471 bis 1490 durch den Berner Münsterbaumeister Niklaus Birenvogt erbautes Kirchengebäude (an der Stelle eines Vorgängerbaus aus der Zeit um 1200), bis zur Reformation Unserer Lieben Frau geweiht. Spätgotische Basilika unter Satteldach, in der Tradition oberrheinischer Bettelordenskirchen des 14. Jahrhunderts. 72 m hoher Frontturm mit Pyramidendach, südseitig angebaut sind zwei Seitenkapellen und die Sakristei.                                                                                             |
| ja   | Datei hochladen · Wikidata zu Schloss Burgdorf (Q453648)                                         | Schloss Burgdorf KGS-Nr.: 00827                                     | A    | G   | Schlossgässli 1–8 614476 / 211544                | Im 11. Jahrhundert von den Zähringern erbaute Höhenburg, um 1200 markant ausgebaut. Aus dieser Zeit stammen der Bergfried und der Palas, in der zweiten Hälfte des 13. Jahrhunderts erfolgte eine ostseitige Erweiterung durch die Kyburger. Verschiedene Neubauten durch die Berner im 16. und 18. Jahrhundert, heute Nutzung als Statthalteramt, Kreisgericht und Museum. Die imposante, stadtbildprägende Anlage ist eine der wenigen grossen Hochadelsburgen der Schweiz, die in ihrer äusseren Form im Wesentlichen unverändert ist. |
| ja   | Datei hochladen · Wikidata zu Ehemalige Grosse Apotheke und Diesbacherhaus (Q19362545)           | Ehemalige Grosse Apotheke und Diesbacherhaus KGS-Nr.: 00829         | A    | G   | Hohengasse 19, 21 614338 / 211729                | Das Diesbacherhaus ist ein in den Jahren 1743 bis 1745 erbautes und von den Bauten Albrecht Stürlers inspiriertes Bürgerhaus. Gassenfront mit Lisenen und profilierten Geschossgesimsen. Der angedeutete Mittelrisalit wird durch sehr lebendig wirkende Bildhauerarbeit mit zierlichem Rocaillenwerk sowie Muschel- und Akanthusgehänge betont. Wahrscheinlich vom gleichen Baumeister stammt die angrenzende, im selben Zeitraum errichtete, aber etwas weniger anspruchsvoll gestaltete Grosse Apotheke.                               |
| ja   | Datei hochladen · Wikidata zu Grosshaus (Q19362549)                                              | Grosshaus KGS-Nr.: 00838                                            | A    | G   | Hohengasse 4 614315 / 211713                     | In den Jahren 1629 bis 1636 durch J. Fankhauser erbautes Bürgerhaus im Stil der Renaissance-Gotik und einer der grössten erhaltenen Kaufmannssitze des 17. Jahrhunderts im Kanton Bern. Imposanter Massivbau unter mächtigem geknicktem Satteldach mit intakter repräsentativer Platzfassade in Sandstein. Die Nord-Fassade, Kirchbühl 1, wurde 1927/28 durch Ernst Linck neu gestaltet. |
| ja   | Datei hochladen · Wikidata zu Haus zum Ochsen (Q19362550)                                        | Haus zum Ochsen KGS-Nr.: 00839                                      | A    | G   | Hohengasse 35 614326 / 211651                    | 1627 für Jakob Trechsel erbautes Grosskaufmannshaus, um 1710 und 1730 in zwei Etappen barockisierend umgebaut. Imposanter Baukörper mit je drei Voll- und Dachgeschossen unter grossem, geknicktem Satteldach, das alle benachbarten Häuser überragt. Zur Rütschelengasse hin besitzt das Haus eine der monumentalsten Giebelfassaden der Renaissance-Gotik im Kanton Bern. |
| ja   | Datei hochladen · Wikidata zu Ehemalige Mädchenschule (Q19362546)                                | Ehemalige Mädchenschule KGS-Nr.: 09147                              | A    | G   | Neuengasse 5 / Schmiedengasse 30 614167 / 211626 | 1871/72 von Robert Roller II und Johann Gribi erbautes Schulgebäude im neobarocken Stil. Repräsentativer Hausteinbau unter schwach geneigtem, wenig vorkragendem Walmdach mit Laternenaufsatz. Äusserst reich instrumentierte Fassaden mit geschossweise unterschiedlich überdachten Fenstern, fein abgestuftem Relief und kräftigen Horizontalgliederungen. |
| ja   | Datei hochladen · Wikidata zu Altstadt, mittelalterliche / neuzeitliche Stadt / Burg (Q19362544) | Altstadt (mittelalterliche/neuzeitliche Stadt, Burg) KGS-Nr.: 09557 | A    | F   | 614290 / 211680                                  | Die Gesamtheit der Burgdorfer Altstadt, bestehend aus der Oberstadt zwischen Schloss und Kirchenhügel sowie der am Fusse des Schlossfelsens liegenden Unterstadt. |
| ja   | Datei hochladen · Wikidata zu Burgerratskanzlei mit Bürgerarchiv (Q29651892)                     | Burgerratskanzlei mit Burgerarchiv KGS-Nr.: 00828                   | B    | G   | Kirchbühl 25 614159 / 211687                     | 1442 als Pfarrhaus errichtetes und in der zweiten Hälfte des 16. Jahrhunderts aufgestocktes Gebäude, seit 1868 als Rats- und Verwaltungssitz genutzt. Eindrücklicher spätgotischer Massivbau unter steilem, stark geknicktem Satteldach. Südseitig Archivanbau von 1622 mit Koppelfenstern und polygonaler Treppenturm mit Fachwerkaufsatz von 1732. |
| ja   | Datei hochladen · Wikidata zu Gasthof Metzgern (Q29651901)                                       | Gasthof Metzgern KGS-Nr.: 00833                                     | B    | G   | Hohengasse 12 614290 / 211680                    | In den Jahren 1843 bis 1847 von Robert Roller I für die Zunft zu Metzgern erbautes Zunfthaus, heute als Gaststätte genutzt. Mächtiger Baukörper mit Hausteinfassade. Das Erdgeschoss öffnet sich in drei grossen Arkaden zu einer kreuzgewölbten Pfeilerhalle, im ersten und zweiten Stockwerk straffe Orthogonalgliederung. Eine Besonderheit sind die spätbiedermeierlichen Terrakotta-Dekorationen mit Tieren, Blattwerk und figürlichen Szenen aus dem Metzgergewerbe.                                                                |
| ja   | Datei hochladen · Wikidata zu Hotel Stadthaus (Q29651912)                                        | Hotel Stadthaus KGS-Nr.: 00841                                      | B    | G   | Kirchbühl 2 614290 / 211743                      | In den Jahren 1746 bis 1750 erbautes ehemaliges Rathaus im spätbarocken Stil, heute als Hotel und Restaurant genutzt. Vierflügelige Anlage um einen ehemals offenen Arkadenhof. Stattlicher Baukörper mit schlichten Putzfassaden unter geknicktem Walmdach sowie repräsentative Hauptfassade in Sandstein. Bemerkenswert ist der von Johann Friedrich Funk stammende, qualitativ hochstehende bauplastische Schmuck. |

## Übrige Baudenkmäler
Hinweis: Anstelle der KGS-Nummer wird als Objekt-Identifikator (ID) die Grundstücksnummer verwendet.
| ID   | Foto                                      | | Objekt                                                    | Typ | Standort                                             | Beschreibung |
| ---- | ----------------------------------------- | --- | --------------------------------------------------------- | --- | ---------------------------------------------------- | --- |
| 59   | ja                                        | Datei hochladen · Wikidata zu Staldenbrücke und -strasse (1829/1832) (Q126363414)                      | Staldenbrücke und -strasse (1829/32)                      | G   | Staldenstrasse N.N. 614250 / 211789                  | |
| 62   | ja                                        | Datei hochladen · Wikidata zu Kronenbrunnen (auch Gerechtigkeitsbrunnen, 1908) (Q126363382)            | Kronenbrunnen (1908)                                      | K   | Hohengasse N.N. 614323 / 211700                      | |
| 65   | ja                                        | Datei hochladen · Wikidata zu Pfarrhaus (1727/1728) (Q126363400)                                       | Pfarrhaus (172728)                                        | G   | Kirchbühl 26 614097 / 211748                         | |
| 65   | ja                                        | Datei hochladen · Wikidata zu Waschhaus (1827) (Q126363452)                                            | Waschhaus (1827)                                          | G   | Kirchbühl 29 614098 / 211720                         | |
| 65   | ja                                        | Datei hochladen · Wikidata zu Brunnen (1868) (Q126363282)                                              | Brunnen (1868)                                            | K   | Kirchbühl N.N.1 614108 / 211742                      | |
| 65   | ja                                        | Datei hochladen · Wikidata zu Ehemalige Wehrmauer und Turmstümpfe (13./14. Jh.) (Q126363319)           | Ehemalige Wehrmauer und Turmstümpfe (13./14. Jh.)         | G   | Grabenstrasse N.N. 614199 / 211577                   | |
| 67   | ja                                        | Datei hochladen · Wikidata zu Stöckli (1792) (Q126363416)                                              | Stöckli (1792)                                            | G   | Neuengasse 2 614126 / 211689                         | |
| 67   | ja                                        | Datei hochladen · Wikidata zu Villa (kurz nach 1840) (Q126363434)                                      | Villa (nach 1840)                                         | G   | Neuengasse 4 614115 / 211683                         | |
| 67   | ja                                        | Datei hochladen · Wikidata zu Gartenpavillon (nach 1840) (Q126363360)                                  | Gartenpavillon (nach 1840)                                | G   | Neuengasse 4d 614075 / 211741                        | |
| 68   | ja                                        | Datei hochladen · Wikidata zu Stadthaus-Brunnen (1868/1869) (Q126363412)                               | Stadthaus-Brunnen (1868/69)                               | K   | Kirchbühl N.N.2 614301 / 211730                      | |
| 70   | ja                                        | Datei hochladen · Wikidata zu Zunfthaus zu Schmieden und Zimmerleuten (1638) (Q126363459)              | Zunfthaus zu Schmieden und Zimmerleuten (1638)            | G   | Kirchbühl 22 614194 / 211717                         | |
| 71   | vom öffentlichen Raum aus nicht einsehbar | Datei hochladen                                                                                        | Gartenhaus (frühes 20. Jh.)                               | G   | Kirchbühl 20a 614203 / 211738                        | |
| 72   | ja                                        | Datei hochladen · Wikidata zu Wohn- und Geschäftshaus (1866) (Q126363120)                              | Wohn- und Geschäftshaus (1866)                            | G   | Kirchbühl 18 614227 / 211726                         | |
| 73   | ja                                        | Datei hochladen · Wikidata zu Wohnhaus (1867) (Q126363172)                                             | Wohnhaus (1867)                                           | G   | Kirchbühl 16 614236 / 211726                         | |
| 73   | ja                                        | Datei hochladen · Wikidata zu Gartenveranda (1867) (Q126363363)                                        | Gartenveranda (1867)                                      | G   | Kirchbühl 16a 614230 / 211742                        | |
| 74   | ja                                        | Datei hochladen · Wikidata zu Casino-Theater (Q46108029)                                               | Casino-Theater (1872)                                     | G   | Kirchbühl 14 614246 / 211736                         | |
| 75   | ja                                        | Datei hochladen · Wikidata zu Wohnhaus (1865/1866) (Q126363169)                                        | Wohnhaus (1865/66)                                        | G   | Kirchbühl 12 614254 / 211739                         | |
| 76   | ja                                        | Datei hochladen · Wikidata zu Wohn- und Gewerbehaus (1866) (Q126363129)                                | Wohn- und Gewerbehaus (1866)                              | G   | Kirchbühl 10 614258 / 211740                         | |
| 77   | ja                                        | Datei hochladen · Wikidata zu Wohn- und Gewerbehaus (um 1720/1730) (Q126363131)                        | Wohn- und Gewerbehaus (um 1720/30)                        | G   | Kirchbühl 8 614266 / 211735                          | |
| 78   | ja                                        | Datei hochladen · Wikidata zu Wohnhaus (1710/1720) (Q126363173)                                        | Wohnhaus (1710/20)                                        | G   | Kirchbühl 6 614271 / 211736                          | |
| 79   | ja                                        | Datei hochladen · Wikidata zu Kleine Apotheke (1808) (Q126363381)                                      | Kleine Apotheke (1808)                                    | G   | Kirchbühl 4 614276 / 211739                          | |
| 83   | ja                                        | Datei hochladen · Wikidata zu Kirchbühlhaus (1867/1868) (Q126363379)                                   | Kirchbühlhaus (1867/68)                                   | G   | Kirchbühl 23 614190 / 211679                         | |
| 84   | ja                                        | Datei hochladen · Wikidata zu Wohnhaus (1839) (Q126363208)                                             | Wohnhaus (1839)                                           | G   | Neuengasse 8 614133 / 211654                         | |
| 86   | ja                                        | Datei hochladen · Wikidata zu Brunnen (1868/1869) (Q126363291)                                         | Brunnen (1868/69)                                         | K   | Pfisterngasse N.N. 614182 / 211655                   | |
| 87   | ja                                        | Datei hochladen · Wikidata zu Wohnhaus (1839) (Q126363207)                                             | Wohnhaus (1839)                                           | G   | Neuengasse 10 614139 / 211642                        | |
| 88   | ja                                        | Datei hochladen · Wikidata zu Musikschule, ehemaliges Waisenhaus (1832/1833) (Q126363395)              | Musikschule, ehemaliges Waisenhaus (1832/33)              | G   | Bernstrasse 2 614140 / 211616                        | |
| 90   | ja                                        | Datei hochladen · Wikidata zu Wohnhaus (1866) (Q126363216)                                             | Wohnhaus (1866)                                           | G   | Pfisterngasse 27 / Schmiedengasse 28 614174 / 211633 | |
| 91   | ja                                        | Datei hochladen · Wikidata zu Vereinshaus der Evangelischen Gesellschaft (1872) (Q126363427)           | Vereinshaus der Evangelischen Gesellschaft (1872)         | G   | Pfisterngasse 25 / Schmiedengasse 26 614182 / 211637 | |
| 92   | ja                                        | Datei hochladen · Wikidata zu Wohnhaus (1872) (Q126363213)                                             | Wohnhaus (1872)                                           | G   | Pfisterngasse 23 / Schmiedengasse 24 614191 / 211641 | |
| 94   | ja                                        | Datei hochladen · Wikidata zu Wohnhaus mit Laden (1867) (Q126363249)                                   | Wohnhaus mit Laden (1867)                                 | G   | Pfisterngasse 21 / Schmiedengasse 22 614200 / 211641 | |
| 95   | ja                                        | Datei hochladen · Wikidata zu Warenhaus (1868) (Q126363451)                                            | Warenhaus (1868)                                          | G   | Pfisterngasse 19 / Schmiedengasse 20 614209 / 211647 | |
| 97   | ja                                        | Datei hochladen · Wikidata zu Wohnhaus mit Laden (1866) (Q126363251)                                   | Wohnhaus mit Laden (1866)                                 | G   | Schmiedengasse 27 614180 / 211601                    | |
| 98   | ja                                        | Datei hochladen · Wikidata zu Wohn- und Gewerbehaus (1867/1868) (Q126363135)                           | Wohn- und Gewerbehaus (1867/68)                           | G   | Schmiedengasse 23, 25 614186 / 211611                | |
| 100  | ja                                        | Datei hochladen · Wikidata zu Wohn- und Geschäftshaus (1867) (Q126363117)                              | Wohn- und Geschäftshaus (1867)                            | G   | Grabenstrasse 20 / Schmiedengasse 19 614216 / 211605 | |
| 101  | ja                                        | Datei hochladen · Wikidata zu Wohn- und Geschäftshaus (1867) (Q126363125)                              | Wohn- und Geschäftshaus (1867)                            | G   | Schmiedengasse 17 614220 / 211617                    | |
| 102  | ja                                        | Datei hochladen · Wikidata zu Rathaus (1869/1870) (Q126363404)                                         | Rathaus (1869/70)                                         | G   | Kirchbühl 19 614221 / 211690                         | |
| 103  | ja                                        | Datei hochladen · Wikidata zu Städtische Verwaltung (1868) (Q126363415)                                | Städtische Verwaltung (1868)                              | G   | Kirchbühl 17 614235 / 211694                         | |
| 104  | ja                                        | Datei hochladen · Wikidata zu Wohnhaus (1867) (Q126363171)                                             | Wohnhaus (1867)                                           | G   | Kirchbühl 15 614246 / 211696                         | |
| 105  | ja                                        | Datei hochladen · Wikidata zu Wohnhaus (1850/1860) (Q126363170)                                        | Wohnhaus (1850/60)                                        | G   | Kirchbühl 13 614254 / 211695                         | |
| 106  | ja                                        | Datei hochladen · Wikidata zu Marktlaube (1855/1856) (Q126363388)                                      | Marktlaube (1855/56)                                      | G   | Kirchbühl 11 614269 / 211700                         | |
| 107  | ja                                        | Datei hochladen · Wikidata zu Wohnhaus (1858) (Q126363174)                                             | Wohnhaus (1858)                                           | G   | Kirchbühl 9 614286 / 211702                          | |
| 109  | ja                                        | Datei hochladen · Wikidata zu Wohn- und Geschäftshaus (15. Jh.) (Q126363122)                           | Wohn- und Geschäftshaus (15. Jh.)                         | G   | Kirchbühl 5 614302 / 211708                          | |
| 110  | ja                                        | Datei hochladen · Wikidata zu Wohn- und Geschäftshaus (um 1600) (Q126363121)                           | Wohn- und Geschäftshaus (um 1600)                         | G   | Kirchbühl 3 614307 / 211709                          | |
| 111  | ja                                        | Datei hochladen · Wikidata zu Grosshaus / Wohn- und Geschäftshaus (1629 / 1836) (Q126363371)           | Grosshaus / Wohn- und Geschäftshaus (1629/36)             | G   | Kirchbühl 1 614313 / 211715                          | Das Gebäude ist die andere Hälfte des Grosshauses, Hohengasse 4. Die Fassade der Gebäudehälfte Kirchbühl 1 wurde 1927/28 durch Ernst Linck neu gestaltet. |
| 112  | ja                                        | Datei hochladen · Wikidata zu Wohnhaus (1867/1868) (Q126363212)                                        | Wohnhaus (1867/68)                                        | G   | Pfisterngasse 17 / Schmiedengasse 18 614227 / 211654 | |
| 114  | ja                                        | Datei hochladen · Wikidata zu Wohnhaus mit Laden (1866) (Q126363248)                                   | Wohnhaus mit Laden (1866)                                 | G   | Pfisterngasse 13 / Schmiedengasse 14 614243 / 211661 | |
| 115  | ja                                        | Datei hochladen · Wikidata zu Wohnhaus (1865) (Q126363211)                                             | Wohnhaus (1865)                                           | G   | Pfisterngasse 11 / Schmiedengasse 12 614250 / 211663 | |
| 116  | ja                                        | Datei hochladen · Wikidata zu Wohn- und Gewerbehaus (1706) (Q126363132)                                | Wohn- und Gewerbehaus (1706)                              | G   | Pfisterngasse 9 / Schmiedengasse 10 614256 / 211666  | |
| 117  | ja                                        | Datei hochladen · Wikidata zu Wohnhaus (1706) (Q126363219)                                             | Wohnhaus (1706)                                           | G   | Pfisterngasse 7 / Schmiedengasse 8 614256 / 211675   | |
| 118  | ja                                        | Datei hochladen · Wikidata zu Wohnhaus (1706/1708) (Q126363226)                                        | Wohnhaus (1706/08)                                        | G   | Schmiedengasse 6 614266 / 211662                     | |
| 119  | ja                                        | Datei hochladen · Wikidata zu Wohnhaus (1860) (Q126363218)                                             | Wohnhaus (1860)                                           | G   | Pfisterngasse 3 / Schmiedengasse 4 614266 / 211680   | |
| 120  | ja                                        | Datei hochladen · Wikidata zu Zunfthaus zu Pfistern (1814/1816) (Q126363458)                           | Zunfthaus zu Pfistern (1814/16)                           | G   | Schmiedengasse 2 614278 / 211669                     | |
| 122  | ja                                        | Datei hochladen · Wikidata zu Wohnhaus (1572) (Q126363148)                                             | Wohnhaus (1572)                                           | G   | Hohengasse 10 614300 / 211681                        | |
| 123  | ja                                        | Datei hochladen · Wikidata zu Ehemaliges städtisches Kaufhaus (1733/1734) (Q126363345)                 | Ehemaliges städtisches Kaufhaus (1733/34)                 | G   | Hohengasse 6 614309 / 211691                         | |
| 124  | ja                                        | Datei hochladen · Wikidata zu Wohnhaus mit Laden (1733/1734) (Q126363245)                              | Wohnhaus mit Laden (1733/34)                              | G   | Hohengasse 8 614309 / 211678                         | Mit Wandbild Hühnersuppenmahl von Fritz Traffelet, 1936 (Restauration Hans A. Fischer, 1966)                                                              |
| 125  | ja                                        | Datei hochladen · Wikidata zu Brunnen (1868) (Q126363300)                                              | Brunnen (1868)                                            | K   | Schulgasse N.N. 614229 / 211630                      | |
| 125  | ja                                        | Datei hochladen · Wikidata zu Brunnen (1924) (Q126363301)                                              | Brunnen (1924)                                            | K   | Brüder-Schnell-Terrasse N.N.2 614161 / 211600        | |
| 125  | ja                                        | Datei hochladen · Wikidata zu Terrasse (1792/1795) (Q126363418)                                        | Terrasse (1792/95)                                        | G   | Brüder-Schnell-Terrasse N.N.1 614155 / 211586        | |
| 126  | ja                                        | Datei hochladen · Wikidata zu Wohn- und Geschäftshaus (1706/1708) (Q126363124)                         | Wohn- und Geschäftshaus (1706/08)                         | G   | Schmiedengasse 15 614236 / 211622                    | |
| 127  | ja                                        | Datei hochladen · Wikidata zu Wohn- und Gewerbehaus (1706/1708) (Q126363134)                           | Wohn- und Gewerbehaus (1706/08)                           | G   | Schmiedengasse 13 614242 / 211624                    | |
| 128  | ja                                        | Datei hochladen · Wikidata zu Wohn- und Gewerbehaus (1706/1708) (Q126363133)                           | Wohn- und Gewerbehaus (1706/08)                           | G   | Schmiedengasse 11 614248 / 211624                    | |
| 129  | ja                                        | Datei hochladen · Wikidata zu Wohnhaus (1706/1708) (Q126363227)                                        | Wohnhaus (1706/08)                                        | G   | Schmiedengasse 9 614256 / 211631                     | |
| 130  | ja                                        | Datei hochladen · Wikidata zu Gasthof zum Bären (1706/1707) (Q126363366)                               | Gasthof zum Bären (1706/07)                               | G   | Grabenstrasse 6 / Schmiedengasse 7 614264 / 211641   | |
| 130  | ja                                        | Datei hochladen · Wikidata zu Wohn- und Geschäftshaus (1706/1708) (Q126363118)                         | Wohn- und Geschäftshaus (1706/08)                         | G   | Grabenstrasse 4 / Schmiedengasse 5 614278 / 211629   | |
| 132  | ja                                        | Datei hochladen · Wikidata zu Wohn- und Gewerbehaus (1707/1708) (Q126363136)                           | Wohn- und Gewerbehaus (1707/08)                           | G   | Schmiedengasse 3 614280 / 211640                     | |
| 133  | ja                                        | Datei hochladen · Wikidata zu Zunfthaus zu Schneidern / "Spanische Weinhalle" (1706/1707) (Q127161504) | Zunfthaus zu Schneidern / "Spanische Weinhalle" (1706/07) | G   | Schmiedengasse 1 614284 / 211649                     | |
| 134  | ja                                        | Datei hochladen · Wikidata zu Wohnhaus (1855/1858) (Q126363160)                                        | Wohnhaus (1855/58)                                        | G   | Hohengasse 43 614297 / 211650                        | |
| 135  | ja                                        | Datei hochladen · Wikidata zu Wohnhaus (1818/1820) (Q126363157)                                        | Wohnhaus (1818/20)                                        | G   | Hohengasse 39 614311 / 211653                        | |
| 135  | ja                                        | Datei hochladen · Wikidata zu Wohnhaus (1841) (Q126363159)                                             | Wohnhaus (1841)                                           | G   | Hohengasse 41 614304 / 211651                        | |
| 136  | ja                                        | Datei hochladen · Wikidata zu Wohnhaus (2. Hälfte 16. Jh.) (Q126363155)                                | Wohnhaus (2. Hälfte 16. Jh.)                              | G   | Hohengasse 37 614318 / 211653                        | |
| 138  | ja                                        | Datei hochladen · Wikidata zu Brunnen (1868/1869) (Q126363293)                                         | Brunnen (1868/69)                                         | K   | Rütschelengasse N.N.1 614345 / 211599                | |
| 138  | ja                                        | Datei hochladen · Wikidata zu Brunnen (1868/1869 / Rütschelengasse) (Q126363294)                       | Brunnen (1868/69)                                         | K   | Rütschelengasse N.N.2 614348 / 211543                | |
| 139  | ja                                        | Datei hochladen · Wikidata zu Restaurant Hofstatt (um 1850) (Q126363406)                               | Restaurant Hofstatt (um 1850)                             | G   | Hofstatt 1 614322 / 211635                           | |
| 142  | ja                                        | Datei hochladen · Wikidata zu Wohnhaus (1572) (Q126363147)                                             | Wohnhaus (1572)                                           | G   | Hofstatt 9 614327 / 211615                           | |
| 143  | ja                                        | Datei hochladen · Wikidata zu Wohnhaus (1682) (Q126363146)                                             | Wohnhaus (1682)                                           | G   | Hofstatt 7 614319 / 211615                           | |
| 144  | ja                                        | Datei hochladen · Wikidata zu Brunnen (1838/1839) (Q126363280)                                         | Brunnen (1838/39)                                         | G   | Hofstatt N.N. 614303 / 211632                        | |
| 148  | ja                                        | Datei hochladen · Wikidata zu Ehemaliger Stock (Ende 18. Jh.) (Q126363326)                             | Ehemaliger Stock (Ende 18. Jh.)                           | G   | Hofstatt 6 614286 / 211617                           | |
| 160  | ja                                        | Datei hochladen · Wikidata zu Geschäftshaus (1870/1871) (Q126363368)                                   | Geschäftshaus (1870/71)                                   | G   | Rütschelengasse 10 614327 / 211582                   | |
| 161  | ja                                        | Datei hochladen · Wikidata zu Juvethaus (1840) (Q126363376)                                            | Juvethaus (1840)                                          | G   | Rütschelengasse 12, 12a 614338 / 211561              | |
| 164  | ja                                        | Datei hochladen · Wikidata zu Wohnhaus (1874) (Q126363223)                                             | Wohnhaus (1874)                                           | G   | Rütschelengasse 19 614365 / 211587                   | |
| 164  | ja                                        | Datei hochladen · Wikidata zu Wohnhaus (1795) (Q126363224)                                             | Wohnhaus (1795)                                           | G   | Rütschelengasse 23 614361 / 211572                   | |
| 165  | ja                                        | Datei hochladen · Wikidata zu Wallpavillon (1760) (Q126363450)                                         | Wallpavillon (1760)                                       | G   | Chatzenstieg N.N. 614479 / 211601                    | |
| 167  | ja                                        | Datei hochladen · Wikidata zu Wohnhaus mit Café (1899/1900) (Q126363238)                               | Wohnhaus mit Café (1899/1900)                             | G   | Rütschelengasse 29 614396 / 211520                   | |
| 172  | ja                                        | Datei hochladen · Wikidata zu Wohnhaus mit Laden (1862) (Q126363250)                                   | Wohnhaus mit Laden (1862)                                 | G   | Rütschelengasse 9 614345 / 211632                    | |
| 173  | ja                                        | Datei hochladen · Wikidata zu Wohnhaus (1869) (Q126363220)                                             | Wohnhaus (1869)                                           | G   | Rütschelengasse 11 614346 / 211628                   | |
| 174  | ja                                        | Datei hochladen · Wikidata zu Wohnhaus (1790) (Q126363221)                                             | Wohnhaus (1790)                                           | G   | Rütschelengasse 13 614346 / 211622                   | |
| 178  | ja                                        | Datei hochladen · Wikidata zu Torwächterhaus (1764) (Q126363420)                                       | Torwächterhaus (1764)                                     | G   | Rütschelengasse 21 614351 / 211585                   | |
| 184  | ja                                        | Datei hochladen · Wikidata zu Wohnhaus mit Läden (1859) (Q126363253)                                   | Wohnhaus mit Läden (1859)                                 | G   | Hohengasse 1 614301 / 211773                         | |
| 185  | ja                                        | Datei hochladen · Wikidata zu Wohnhaus mit Laden (1830/15. Jh.) (Q126363243)                           | Wohnhaus mit Laden (1830 / 15. Jh.)                       | G   | Hohengasse 3 614307 / 211764                         | |
| 186  | ja                                        | Datei hochladen · Wikidata zu Wohnhaus (1487) (Q126363161)                                             | Wohnhaus (1487)                                           | G   | Hohengasse 5 614315 / 211763                         | |
| 187  | ja                                        | Datei hochladen · Wikidata zu Wohnhaus (1. Hälfte 18. Jh.) (Q126363162)                                | Wohnhaus (1.Hälfte 18.Jh.)                                | G   | Hohengasse 7 614318 / 211761                         | |
| 188  | ja                                        | Datei hochladen · Wikidata zu Wohnhaus (Ende 16. Jh.) (Q126363163)                                     | Wohnhaus (Ende 16. Jh.)                                   | G   | Hohengasse 9 614321 / 211755                         | |
| 189  | ja                                        | Datei hochladen · Wikidata zu Wohnhaus (Ende 16. Jh.) (Q126363149)                                     | Wohnhaus (Ende 16. Jh.)                                   | G   | Hohengasse 11 614323 / 211752                        | |
| 190  | ja                                        | Datei hochladen · Wikidata zu Wohnhaus (Ende 16. Jh.) (Q126363150)                                     | Wohnhaus (Ende 16. Jh.)                                   | G   | Hohengasse 13 614328 / 211747                        | |
| 191  | ja                                        | Datei hochladen · Wikidata zu Wohnhaus (Ende 16. Jh.) (Q126363151)                                     | Wohnhaus (Ende 16. Jh.)                                   | G   | Hohengasse 15 614330 / 211743                        | |
| 192  | ja                                        | Datei hochladen · Wikidata zu Kupferschmidhaus (1732) (Q126363383)                                     | Kupferschmidhaus (1732)                                   | G   | Hohengasse 17 614333 / 211735                        | |
| 196  | ja                                        | Datei hochladen · Wikidata zu Michel-von-Schwertschwendi-Haus (um 1500) (Q126363394)                   | Michel-von-Schwertschwendi-Haus (um 1500)                 | G   | Hohengasse 23 614350 / 211717                        | |
| 197  | ja                                        | Datei hochladen · Wikidata zu Gasthof / Kino Krone (Q47354365)                                         | Gasthof / Kino Krone (1722/24)                            | G   | Hohengasse 25 614363 / 211710                        | |
| 198  | ja                                        | Datei hochladen · Wikidata zu Wohnhaus (16. Jh.) (Q126363152)                                          | Wohnhaus (16. Jh.)                                        | G   | Hohengasse 27 614352 / 211694                        | |
| 199  | ja                                        | Datei hochladen · Wikidata zu Wohnhaus (frühes 17. Jh.) (Q126363153)                                   | Wohnhaus (frühes 17. Jh.)                                 | G   | Hohengasse 29 614350 / 211688                        | |
| 200  | ja                                        | Datei hochladen · Wikidata zu Wohn- und Geschäftshaus (1841) (Q126363119)                              | Wohn- und Geschäftshaus (1841)                            | G   | Hohengasse 31 614348 / 211680                        | |
| 201  | ja                                        | Datei hochladen · Wikidata zu Wohnhaus (1751) (Q126363154)                                             | Wohnhaus (1751)                                           | G   | Hohengasse 33 614346 / 211672                        | |
| 223  | ja                                        | Datei hochladen · Wikidata zu Brunnen (1874) (Q126363284)                                              | Brunnen (1874)                                            | K   | Kronenhalde N.N. 614389 / 211708                     | |
| 226  | ja                                        | Datei hochladen · Wikidata zu Gartenhaus (1754) (Q126363357)                                           | Gartenhaus (1754)                                         | G   | Alter Markt 10 614411 / 211699                       | |
| 228  | ja                                        | Datei hochladen · Wikidata zu Truberhaus (um 1200) (Q126363422)                                        | Truberhaus (um 1200)                                      | G   | Alter Markt 6 614450 / 211681                        | |
| 229  | ja                                        | Datei hochladen · Wikidata zu Doppelwohnhaus (um 1650) (Q126363313)                                    | Doppelwohnhaus (um 1650)                                  | G   | Alter Markt 2 614474 / 211660                        | |
| 3925 | ja                                        | Datei hochladen · Wikidata zu Wohn- und Gewerbehaus (Mitte 16. Jh.) (Q126363130)                       | Wohn- und Gewerbehaus (Mitte 16. Jh.)                     | G   | Kirchbühl 7 614293 / 211705                          | |